# Trabalho voluntário

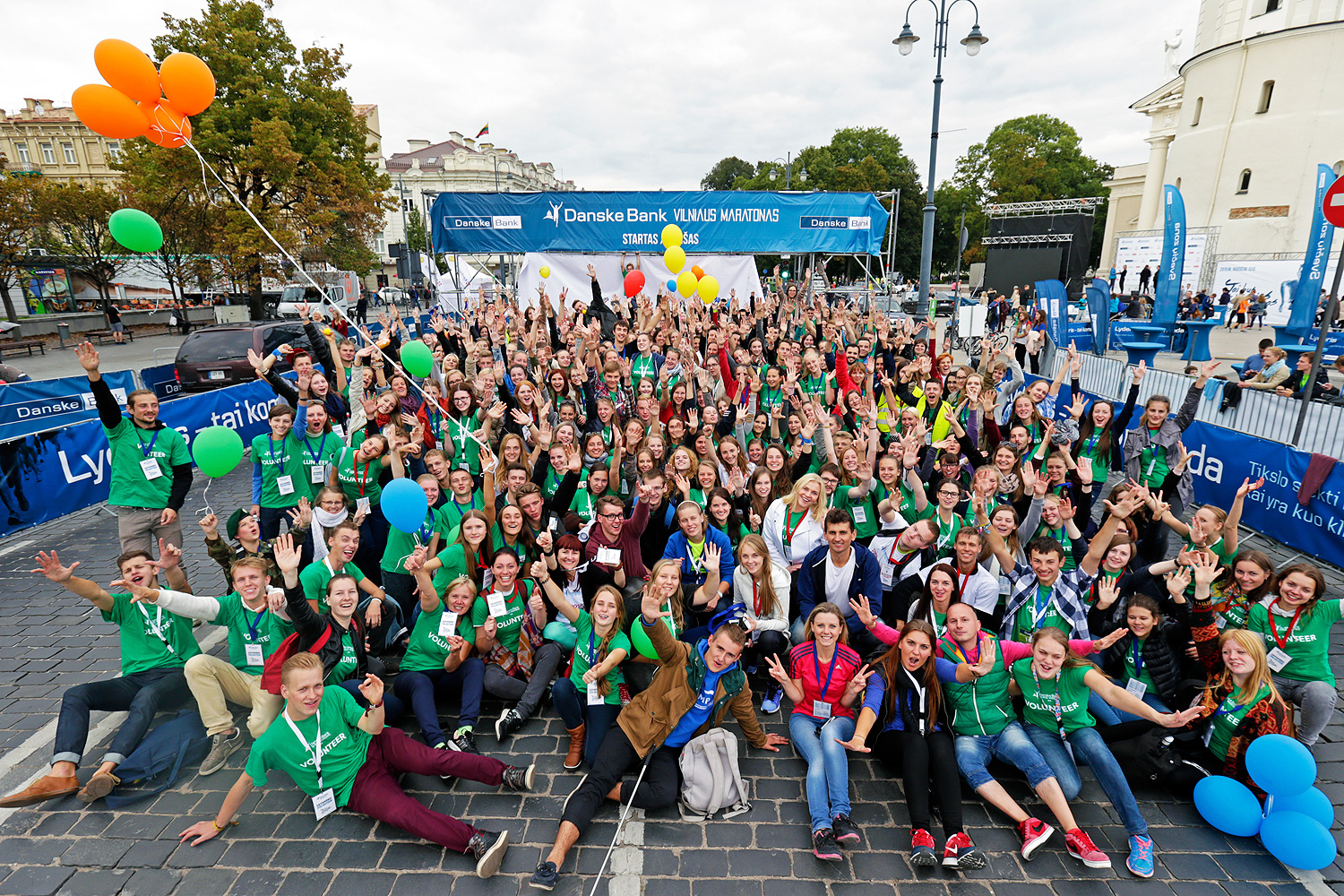
Voluntários da Maratona de Vilnius

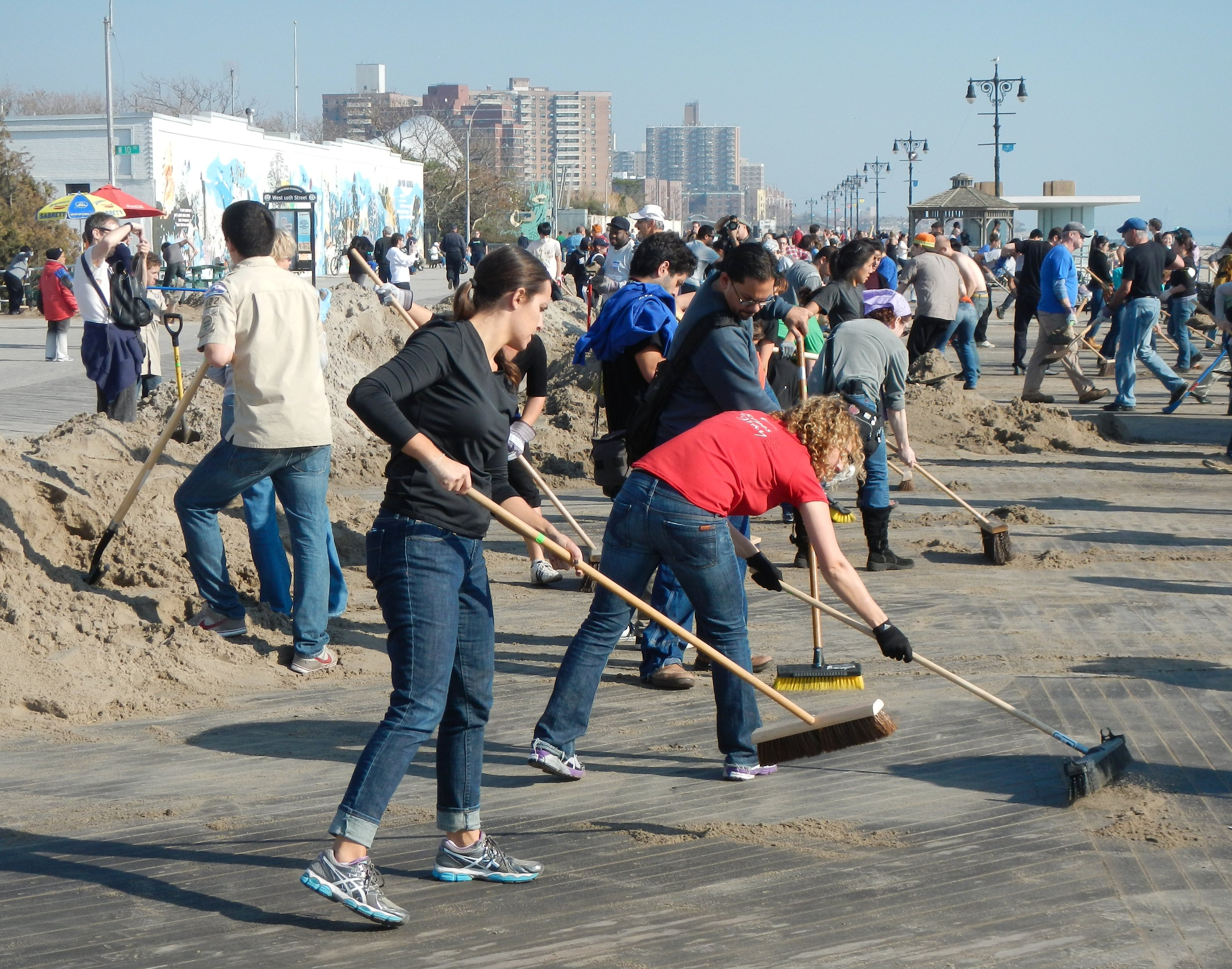
Voluntários varrem o calçadão no Brooklyn após o furacão Sandy de 2012

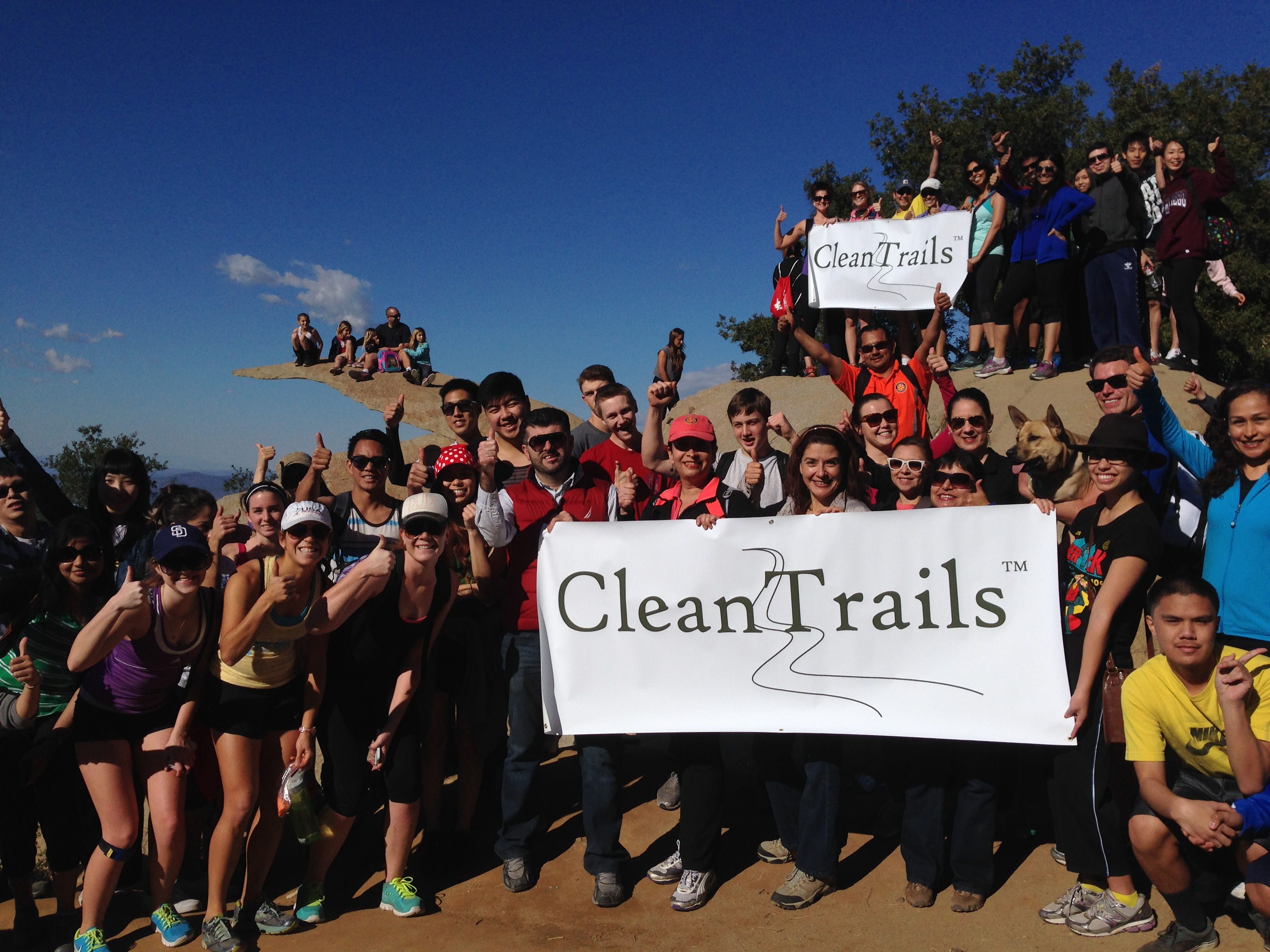
Voluntários concluem a limpeza de lixo

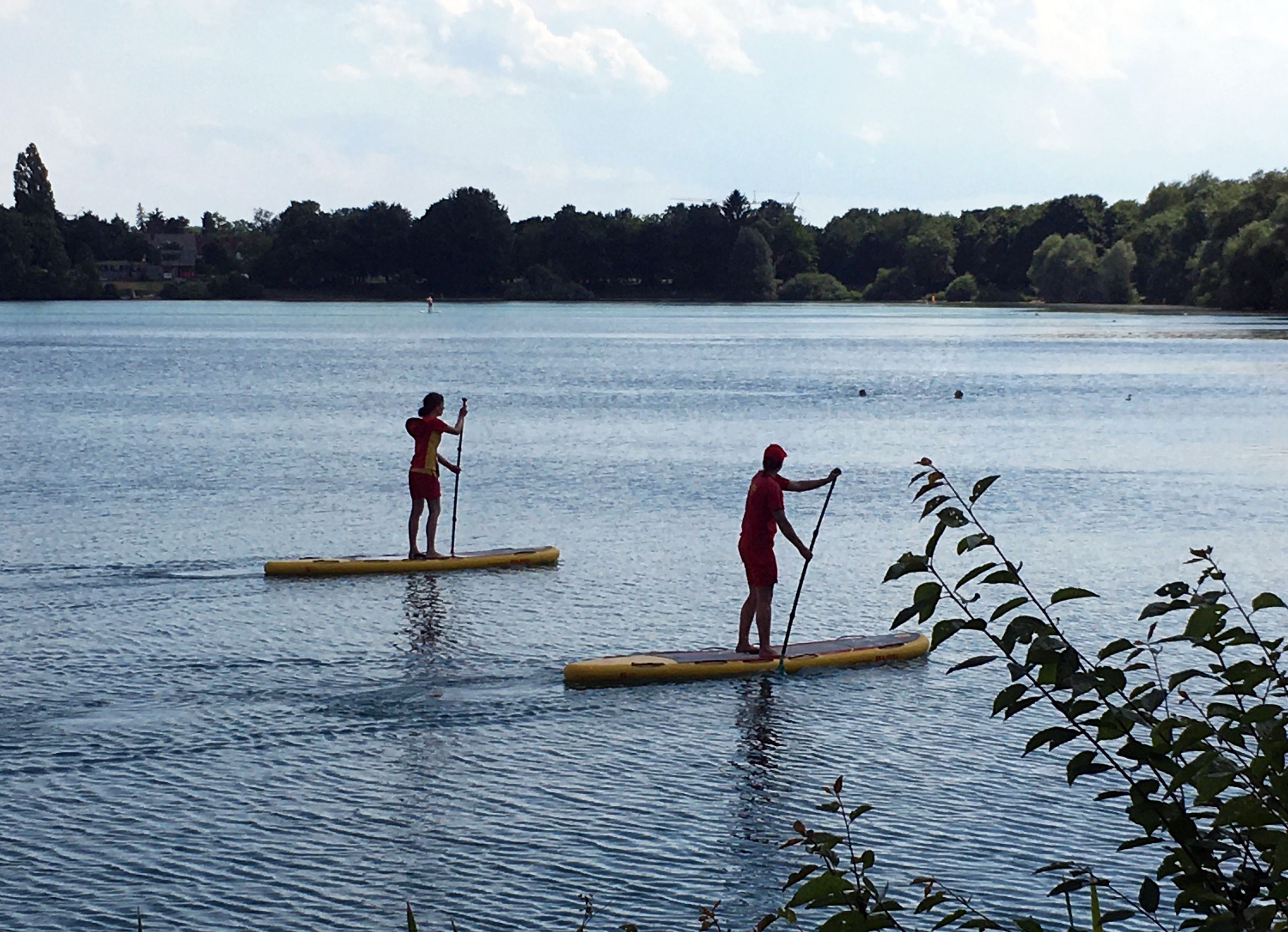
Voluntariado semiprofissional: Salva-vidas treinados da DLRG alemã, a maior organização voluntária de resgate aquático do mundo, patrulhando uma área balnear pública de um lago em Munique

O trabalho voluntário ou voluntariado é um ato voluntário de um indivíduo ou grupo que doa livremente tempo e trabalho para o serviço comunitário. Muitos voluntários são treinados especificamente nas áreas em que trabalham, como medicina, educação ou resgate de emergência. Outros atendem conforme a necessidade, como em resposta a um desastre natural.

## No Brasil
O Poder Executivo Federal do Brasil sancionou a Lei n.º 9.608, de 18 de fevereiro de 1998, conhecida como Lei do Serviço Voluntário, definindo o voluntariado como uma atividade não remunerada realizada por pessoas físicas em prol de entidades públicas ou instituições privadas sem fins lucrativos, desde que estas tenham objetivos cívicos, culturais, educacionais, científicos, recreativos ou de assistência à pessoa. Destaca-se que essa prática não gera vínculo empregatício, nem impõe obrigações trabalhistas, previdenciárias ou similares para os voluntários.
Um exemplo de atividade de serviço voluntário é aquela exercida como Conciliador Judicial e Analista Processual no Ministério Público do Distrito Federal.

## Benefícios potenciais do voluntariado

### Acadêmico
O voluntariado para serviços comunitários como parte de um currículo universitário (aprendizagem de serviço) oferece oportunidades para os alunos se cercarem de novas pessoas, o que os ajuda a aprender a trabalhar juntos como um grupo, melhorar o trabalho em equipe e as habilidades relacionais, reduzir estereótipos e aumentar a apreciação de outras culturas. Os alunos que participam de programas de aprendizado de serviço demonstram ter atitudes mais positivas em relação a si mesmos, atitudes em relação à escola e ao aprendizado, engajamento cívico, habilidades sociais e desempenho acadêmico. Eles também são mais propensos a concluir sua graduação.

### Longevidade
Observa-se que os voluntários têm um risco de mortalidade reduzido em comparação com os não voluntários. Portanto, vale a pena notar que os vários tipos de trabalho voluntário e os efeitos psicológicos desse serviço altruísta podem produzir efeitos colaterais suficientes para contribuir para uma vida mais longa e satisfatória. Uma revisão sistemática mostra que adultos com mais de 65 anos que se voluntariam podem experimentar melhora na saúde física e mental e mortalidade potencialmente reduzida.

### Saúde mental
Uma pesquisa mundial foi realizada em um estudo, sugerindo que as pessoas que experimentam os mais altos níveis de felicidade são as mais bem-sucedidas em termos de relacionamentos próximos e trabalho voluntário. Em comparação, a caridade na forma de doações monetárias, que é outra forma de altruísmo (o voluntariado sendo uma delas), também é conhecida por ter um efeito semelhante. Outro estudo descobriu que ajudar os outros está associado a níveis mais altos de saúde mental, acima e além dos benefícios de receber ajuda. Em relação ao aprendizado em serviço, os alunos de graduação que se voluntariaram de uma a nove horas por semana eram menos propensos a se sentirem deprimidos do que os alunos que não se voluntariaram. Entre as pessoas com 65 anos ou mais, o voluntariado pode reduzir o risco de depressão.

## Estatísticas
Nos Estados Unidos, as estatísticas sobre voluntariado têm sido historicamente limitadas, de acordo com a especialista em voluntariado Susan J. Ellis. Em 2013, o Current Population Survey incluiu um suplemento de voluntariado que produziu estatísticas sobre o voluntariado.

## Controvérsias
Na década de 1960, Ivan Illich ofereceu uma análise do papel dos voluntários americanos no México em seu discurso intitulado "Para o inferno com boas intenções". Suas preocupações, juntamente com as de críticos como Paulo Freire e Edward Said, giram em torno da noção de altruísmo como extensão da ideologia missionária cristã. Além disso, ele menciona o senso de responsabilidade/obrigação como fator, que impulsiona o conceito de noblesse oblige — desenvolvido pela aristocracia francesa como um dever moral derivados de sua riqueza. Dito de forma simples, essas apreensões propõem a extensão do poder e da autoridade sobre as culturas indígenas ao redor do mundo. Críticas recentes ao voluntariado vêm de Westmier e Kahn (1996) e bell hooks (nascida Gloria Watkins) (2004). Além disso, Georgeou (2012) criticou o impacto do neoliberalismo no voluntariado de ajuda internacional.
O campo do turismo médico (referente aos voluntários que viajam para o exterior para prestar assistência médica) tem recentemente atraído críticas negativas quando comparado à noção alternativa de capacidades sustentáveis, ou seja, trabalho realizado no contexto de longo prazo, administrado localmente e infraestruturas apoiadas por estrangeiros. Uma preponderância dessa crítica aparece em grande parte na literatura científica e revisada por pares. Recentemente, meios de comunicação com leitores mais gerais também publicaram essas críticas. Este tipo de voluntariado é pejorativamente referido como "voluntariado médico".
Outro problema observado com o voluntariado é que ele pode ser usado para substituir cargos de entrada com baixa remuneração. Isso pode atuar para diminuir a mobilidade social, com apenas aqueles capazes de trabalhar sem remuneração podem ganhar a experiência. Os sindicatos do Reino Unido alertaram que o voluntariado de longo prazo é uma forma de exploração, usada por instituições de caridade para evitar a legislação do salário mínimo. Alguns setores agora esperam que os candidatos a cargos remunerados tenham passado por períodos significativos de experiência voluntária, seja relevante para o cargo ou não, estabelecendo o 'Credencialismo Voluntário'.
Os voluntários podem ser expostos a situações e atitudes estressantes, o que pode levá-los a sofrer de burnout, o que, por sua vez, reduz seu ativismo e bem-estar geral. Há também evidências de que o voluntariado pode se tornar uma obrigação moral que gera sentimentos de culpa quando não realizado.